# Liste der denkmalgeschützten Objekte in Faggen
Die Liste der denkmalgeschützten Objekte in Faggen enthält die 6 denkmalgeschützten, unbeweglichen Objekte der Gemeinde Faggen in Tirol (Österreich).

## Denkmäler
| Foto  |                 | Denkmal                                                                                 | Standort                                 | Beschreibung | Metadaten |
| ----- | --------------- | --------------------------------------------------------------------------------------- | ---------------------------------------- | --- | --- |
| ja BW | Datei hochladen | Gasthaus Ehemaliger Faggenwirt HERIS-ID: 39061 Objekt-ID: 38766 TKK: 24281              | Faggen 19 Standort KG: Faggen            | Der zweigeschoßige Bau mit Satteldach über spätgotischen Kern wurde inschriftlich 1678 umgebaut, die Fassade erhielt im 18. Jahrhundert eine neue Fassung. 1856 kartografisch noch nicht als Gasthaus dokumentiert. In den letzten Jahren als Gasthaus Faggner Wirt revitalisiert. Aus spätgotischer Zeit ist ein Kellerportal an der Südwestfassade sowie eine Fassadenfassung dokumentiert. Über dem Portal sowie an der Südwestecke befinden sich polygonale Erker. Im Obergeschoß barocke Freskenmedaillons mit den Themen Verkündigung und Gnadenbild von Kaltenbrunn. Im Giebelfeld ist über die gesamte Fassadenbreite ein Söller vorgelagert, darüber am Gesperre. Innen in Flur und Küche Gewölbe und zwei getäfelte Gaststuben. Das Wirtschaftsgebäude ist traufseitig nach Nordwesten angebaut. | BDA-Hist.: Q37986708 Status: Bescheid Stand der BDA-Liste: 2025-06-30 Name: Gasthaus Ehemaliger Faggenwirt GstNr.: .80                                      |
| ja    | Datei hochladen | Kapelle Maria-Hilf HERIS-ID: 55338 Objekt-ID: 63961 TKK: 24283                          | gegenüber Faggen 112 Standort KG: Faggen | Die Kapelle wurde von 1977 bis 1979 nach den Plänen von Karl Lochbihler errichtet. Die Betonglasfenster schuf Engelbert Gitterle. Der Altartisch, eine Kreuzigungsgruppe, sind vom Bildhauer Kassian Erhart. Es gibt eine Figur Christus an der Geißelsäule aus dem 17. Jahrhundert, ein Leinwandbild der Mariae Himmelfahrt aus dem 18. Jahrhundert und zwei Reliquienbüsten Isidor und Notburga, die um 1770 geschaffen wurden. | BDA-Hist.: Q1896577 Status: § 2a Stand der BDA-Liste: 2025-06-30 Name: Kapelle Maria-Hilf GstNr.: .111                                                      |
| ja    | Datei hochladen | Bildstock HERIS-ID: 75557 Objekt-ID: 89054 TKK: 24286                                   | Standort KG: Faggen                      | Die steinerne Bildsäule an der Straße nach Kauns wurde spätestens in der 1. Hälfte des 19. Jahrhunderts errichtet. Der pyramidenförmig zulaufende Aufsatz mit rechteckiger Bildnische steht sockellos auf einer Mauer. | BDA-Hist.: Q38139500 Status: § 2a Stand der BDA-Liste: 2025-06-30 Name: Bildstock GstNr.: 829                                                               |
| ja    | Datei hochladen | Tabernakelpfeiler HERIS-ID: 75559 Objekt-ID: 89056 TKK: 24287                           | Standort KG: Faggen                      | Die steinerne Bildsäule an der Straße nach Kauns trägt auf einem runden Schaft einen pyramidenförmig zulaufenden Aufsatz mit einer rechteckigen Bildnische. Das Ölbild zeigt die Geburt Christi (inschriftlich 1993). | BDA-Hist.: Q38139510 Status: § 2a Stand der BDA-Liste: 2025-06-30 Name: Tabernakelpfeiler GstNr.: 829                                                       |
| ja    | Datei hochladen | Weiße-Haus-Kapelle HERIS-ID: 75566 Objekt-ID: 89063 TKK: 24284                          | Standort KG: Faggen                      | Die Wegkapelle in Innergufer ist ein gemauerter Bau mit steilem Satteldach und hölzernem Dachreiter. Das Westportal und die traufseitigen Fenster sind rundbogig geschlossen. Innen ein tonnengewölbter Betraum mit eingezogenem, rundem Chorschluss, über dem Portal befindet sich die Bauinschrift von 1854. | BDA-Hist.: Q38139543 Status: § 2a Stand der BDA-Liste: 2025-06-30 Name: Weiße-Haus-Kapelle GstNr.: .147                                                     |
| BW    | Datei hochladen | Eisenzeitliche Fundstelle in der Flur Höfle HERIS-ID: 113208 Objekt-ID: 131468seit 2018 | bei Puschlin 84 Standort KG: Faggen      | Der archäologische Fundplatz liegt unterhalb des Weilers Puschlin auf einer geneigten Fläche im Wald. Auffällig sind einige größere Steine, die – fast halbkreisförmig angeordnet – aus dem Waldboden ragen. Hier wurden Buntmetallreste, kalzinierte Knochen sowie zahlreiche Keramikfragmente aus der Älteren bis Jüngeren Eisenzeit gefunden. Die wenigen datierbaren Keramikfragmente lassen sich auf den Beginn der Fritzens-Sanzeno-Kultur eingrenzen. | BDA-Hist.: Q105647036 Status: § 9-Feststellung Bodendenkmal Stand der BDA-Liste: 2025-06-30 Name: Eisenzeitliche Fundstelle in der Flur Höfle GstNr.: 460/1 |